# Slack Technologies
Slack Technologies, LLC es una empresa de software estadounidense fundada en 2009 en Vancouver, Columbia Británica, conocida por su plataforma de comunicación patentada Slack.
Fuera de su sede en San Francisco, California, Slack opera oficinas en Dublín, Vancouver, Nueva York, Toronto, Denver, Londres, Tokio, Pune, París y Melbourne.
En junio de 2019, Slack Technologies se hizo pública en la Bolsa de Valores de Nueva York a través de una cotización directa de acciones. El 1 de diciembre de 2020, Salesforce anunció la adquisición de Slack por 27 700 millones de dólares. El 21 de julio de 2021 se cerró la adquisición.

## Historia

Logotipo de Slack utilizado entre agosto de 2013 y enero de 2019

### Financiamiento inicial yGlitch
La empresa se remonta a la startup Tiny Speck, con sede en San Francisco, que estaba encabezada por Stewart Butterfield, cofundador del sitio para compartir fotos Flickr. Tiny Speck recibió una financiación ángel de 1,5 millones de dólares en 2009, seguida de una financiación Serie A de 5 millones de dólares en 2010 de Accel y Andreessen Horowitz. En 2011 se recaudó una ronda Serie B de 10,7 millones de dólares.
El primer producto de Tiny Speck fue un juego de computadora llamado Glitch, un MMORPG social con gráficos 2D muy estilizados. La jugabilidad se describió de la siguiente manera: "los jugadores deben aprender a encontrar y hacer crecer los recursos, identificar y construir una comunidad y, en los niveles más altos del juego, hacer proselitismo entre quienes los rodean". Glitch se lanzó el 27 de septiembre de 2011, pero posteriormente se "deslanzó" para mejorar el juego.
En noviembre de 2012, se anunció que Glitch se cerraría a partir del 9 de diciembre de 2012.

### Slacky financiación adicional

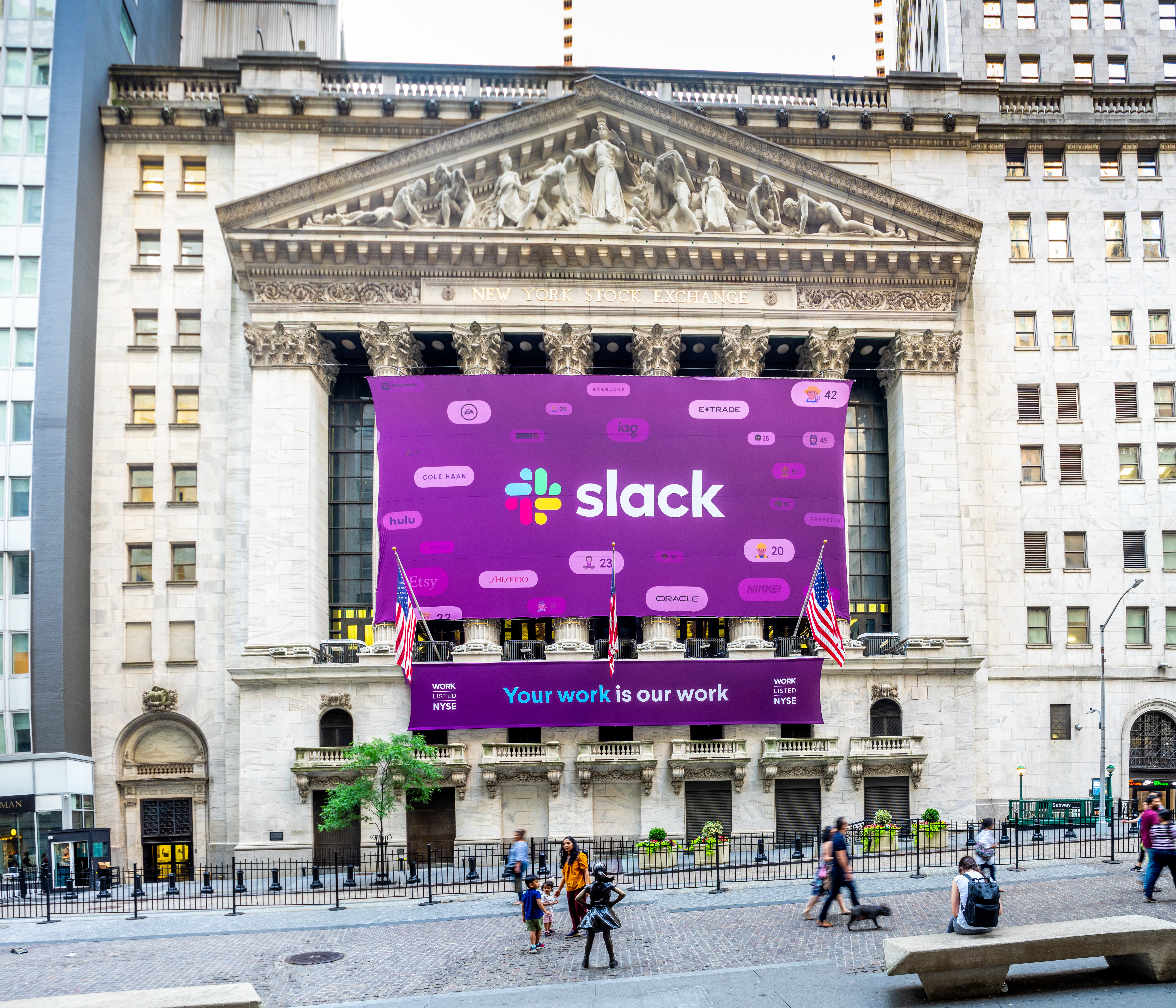
El edificio de la Bolsa de Valores de Nueva York después de la oferta directa de Slack en la Bolsa de Nueva York – 20 de junio de 2019

Después del cierre de Glitch, la compañía lanzó la aplicación y plataforma de colaboración en tiempo real Slack, recaudando $ 17 millones en fondos de Andreessen Horowitz, Accel y Social Capital. Después del lanzamiento de Slack, la empresa cambió su nombre a Slack Technologies en agosto de 2014. El nombre es un acrónimo de "Registro de búsqueda de todas las conversaciones y conocimientos". Slack había sido una herramienta interna utilizada para el desarrollo de Glitch.
La empresa recaudó 42,75 millones de dólares en abril de 2014. En octubre de 2014, la empresa recaudó 120 millones de dólares en capital de riesgo con una valoración de 1200 millones de dólares liderada por Kleiner Perkins y GV. Los inversores anteriores Andreessen Horowitz, Accel y Social Capital también participaron en esta ronda.
En enero de 2015, Slack anunció la adquisición de Screenhero, un especialista en voz, video y uso compartido de pantalla. En marzo de 2015, Slack firmó un acuerdo con inversores para recaudar hasta 160 millones de dólares en una ronda de financiación que valoró a la empresa en 2760 millones de dólares. Entre los nuevos inversores se encuentran Institutional Venture Partners, Horizons Ventures, Index Ventures y DST Global.
En abril de 2015, la empresa recaudó otros 160 millones de dólares. En mayo de 2015, Social Capital fue uno de los principales inversores en una ronda de financiación para Slack Technologies.
En abril de 2016, Slack recaudó otros $200 millones, liderado por Thrive Capital, con la participación de GGV, Comcast Ventures e inversores existentes, incluidos Accel, Index Ventures y Social Capital. En 2016, Slack ocupó el primer lugar en la lista Forbes Cloud 100. En septiembre de 2017, Slack recaudó $ 250 millones, la mayoría de los cuales provino de Softbank Vision Fund, con aproximadamente el 45% de eso, o $ 112,5 millones, originalmente del Fondo de Inversión Pública de Arabia Saudita. Esta ronda situó la recaudación de fondos total de Slack en 841 millones de dólares y su valoración en 5100 millones de dólares (incluido el efectivo recaudado). A principios de 2018, Slack anunció al primer director financiero de la empresa, Allen Shim.
El 26 de julio de 2018, Atlassian anunció el cierre de sus competidores HipChat y Stride a partir del 11 de febrero de 2019 y la venta de su propiedad intelectual a Slack. Slack pagaría una cantidad no revelada durante tres años para asumir las bases de usuarios de los servicios, y Atlassian tomaría una inversión minoritaria en Slack. Las empresas también anunciaron su compromiso de trabajar en la integración de Slack con los servicios de Atlassian.
En septiembre de 2018, se anunció que la empresa se estaba preparando para una oferta pública inicial en la primera mitad de 2019. En noviembre de 2018, Slack fue reconocida en el Programa inaugural de Reconocimiento de Tecnología Disruptiva (DTR) de Credit Suisse AG, un reconocimiento anual de las cinco principales empresas que están revolucionando la tecnología de la información empresarial tradicional. El 16 de enero de 2019, Slack anunció el lanzamiento del nuevo logotipo de la empresa.
El 11 de diciembre de 2018, se informó que Slack estaba considerando una cotización pública directa. En el período previo a su DPO, Slack informó que había generado $ 400,6 millones en ingresos para el año fiscal que finalizó el 31 de enero de 2019, más que $ 220,5 millones en el año anterior y más que $ 105,2 millones en 2017. Slack también informó pérdidas de $ 138,9 millones para el año fiscal que finalizó en enero de 2019. El 4 de febrero de 2019, varios medios de comunicación informaron que Slack se había presentado para hacer pública la empresa. Según The Wall Street Journal, las fuentes indicaron que la compañía buscaría un Proceso de cotización directa (DLP) en lugar de la oferta pública inicial tradicional. El 26 de abril de 2019, Slack presentó su Formulario S-1 para cotizar en bolsa a través de una cotización directa en la Bolsa de Valores de Nueva York, similar a Spotify en 2018. Su acción, ticker WORK, comenzó a cotizar el 20 de junio de 2019. La NYSE fijó un precio de referencia de $26 para comenzar a cotizar y la acción subió a más de $41 en las primeras horas de cotización. Se eliminó de la lista en junio de 2021 después de que Salesforce completó su adquisición y los accionistas recibieron acciones de Salesforce.
El 13 de noviembre de 2019, Slack anunció la formación de su canal de socios como parte de su enfoque en los clientes empresariales.
El 10 de febrero de 2020, se informó que IBM implementará Slack para todos sus 350 000 empleados, lo que lo convierte en el cliente más grande de IBM Slack hasta la fecha.
El 25 de noviembre de 2020, el Wall Street Journal informó que Salesforce estaba en conversaciones avanzadas para adquirir Slack. La compañía anunció su adquisición planificada de Slack el 1 de diciembre de 2020, por más de $27 mil millones en efectivo y acciones.

### Litigio
En julio de 2020, Slack presentó una demanda ante la Comisión Europea acusando a Microsoft de comportamiento anticompetitivo. Slack alega que Microsoft empaquetó ilegalmente su producto de colaboración Microsoft Teams de la competencia con la suite ofimática de Microsoft.

#### Demanda colectiva de la corte estatal
En octubre de 2020, los inversores demandantes presentaron una demanda colectiva contra Slack en el Tribunal Superior del Estado de California del condado de San Mateo, alegando violaciones de valores. Los demandantes afirmaron, en nombre de las personas que alegaron que adquirieron acciones comunes de Clase A de Slack en la oferta pública directa de Slack de junio de 2019, que Slack violó las Secciones 11, 12 y 15 de la Ley de Valores de 1933 porque la documentación de su OPI supuestamente contenía declaraciones falsas y omisiones materiales.

#### Demanda colectiva ante un tribunal federal
Anteriormente, en abril de 2020, la jueza Susan Illston del Tribunal de Distrito de los Estados Unidos para el Distrito Norte de California había emitido una orden que concedía parcialmente la moción de Slack para desestimar una demanda colectiva federal similar contra Slack, Pirani v. Slack Technologies. Por lo general, los demandantes en las acciones colectivas de la Sección 11 deben demostrar que pueden rastrear sus acciones en el emisor hasta la oferta correspondiente. Si ha habido varias declaraciones de registro, los demandantes deben probar que las acciones que compraron se emitieron bajo la declaración de registro supuestamente falsa o engañosa. Illiston sostuvo que una cotización directa es diferente a la oferta normal. Esto es cierto en cierto sentido, ya que a diferencia de una oferta pública inicial tradicional que consiste en acciones "nuevas" que se ofrecen al público, una cotización directa permite a los iniciados y a ciertos inversionistas tempranos vender inmediatamente sus acciones ya en circulación, que son negociables de inmediato en una bolsa de valores. En la cotización directa de Slack, Slack ofreció 118 millones de acciones registradas para su reventa mientras que, al mismo tiempo, otras 164 millones de acciones no registradas también estuvieron disponibles sin registro de conformidad con las exenciones de los requisitos de registro de la Ley de Valores. Slack se movió para desestimar, argumentando que el demandante carecía de legitimación porque no podía rastrear sus acciones hasta la declaración de registro que, según él, era engañosa. El juez opinó que eso requiere una lectura más amplia de la Sección 11 de la Ley '33 de la frase "tal valor", que significa: "adquirir un valor de la misma naturaleza que el emitido de conformidad con la declaración de registro". Como resultado, negó la moción del demandado de desestimar el caso bajo la Sección 11. Al mismo tiempo, concedió la moción para desestimar parcialmente (en cuanto a las afirmaciones de que Slack engañó a los demandantes con respecto a la arquitectura escalable de Slack), y también encontró que las declaraciones en la parte de "Beneficios clave" de la declaración de registro de Slack no eran procesables.
El 20 de septiembre de 2021, el Noveno Circuito emitió una decisión dividida, afirmando el tribunal de distrito. El disidente, citando un precedente establecido, dijo que el Congreso dispuso la responsabilidad estricta de los emisores en las Secciones 11 y 12 (a) (2), pero optó por moderar eso "limitando la clase de demandantes que pueden demandar". Por lo tanto, la disidencia fue de la opinión de que las Secciones 11 y 12(a)(2) otorgan legitimación únicamente a los demandantes que compraron valores emitidos conforme a la declaración de registro que contenía la divulgación presuntamente falsa o engañosa. El 13 de diciembre de 2022, la Corte Suprema de los Estados Unidos otorgó certiorari en Pirani v. Slack Technologies, Inc.